# 花山院定好
花山院 定好（かさんのいん さだよし）は、江戸時代前期の公卿。左大臣・花山院定煕の子。官位は従一位・左大臣。花山院家21代当主。

## 経歴
慶長16年（1611年）に元服し侍従に叙爵。以降累進し、寛永8年（1631年）権大納言に任じられ、寛永20年（1643年）まで務めた。慶安2年（1649年）には内大臣となったがすぐに辞職。承応2年（1653年）から翌年にかけて右大臣、万治3年（1660年）に従一位に上り、寛文元年（1661年）から寛文3年（1663年）にわたって左大臣を務めた。また、寛文年間に十輪寺を再建している。
延宝元年（1673年）に薨去。享年73。

## 系譜
- 父：花山院定煕
- 母：朝倉義景娘
- 正室：鷹司信尚娘
  - 次男：花山院定教
  - 三男：花山院定誠
- 生母不明の子女
  - 長男：花山院忠広 - 正五位下・侍従
  - 女子：花山院万子 - 鍋島直朝継室、祐徳院